# Carlos Silva (cónego)
Carlos Silva (Minde, Alcanena, 5 de Março de 1928 - Fátima, 16 de Fevereiro de 2009) foi um cónego português, que se destacou como escritor de música litúrgica, principalmente no Santuário de Fátima.

## Biografia
Nasceu em 5 de Março de 1928, na povoação de Minde, no concelho de Alcanena. Ingressou no Seminário de Leiria em Outubro de 1939, onde concluiu o curso de teologia em 1950, e em 7 de Outubro de 1951 foi ordenado como sacerdote, pelo bispo D. José Alves Correia da Silva. Por ordem de D. Correia da Silva, foi para Roma, onde estudou canto gregoriano, com especialização em órgão e piano, no Instituto Pontifício de Música Sacra.
Trabalhou no Seminário de Leiria entre Outubro de 1955 e Setembro de 1996, tendo sido professor de música, ensinando canto coral, história e liturgia. Também era responsável pelo coro e pela animação musical nas celebrações religiosas na Sé de Leiria, onde se tornou cónego em 1976. Também foi professor de Religião e Moral no Liceu Nacional de Leiria, e director diocesano da Obra Pontifícia da Propagação da Fé.
Destacou-se principalmente pelo seu trabalho de música sacra no Santuário de Fátima, tanto pelas obras que compôs, como por ter sido responsável pela organização das regências de canto nas assembleias de peregrinos. Diversos trabalhos seus foram reunidos no livro Orar Cantando, publicado pelo Secretariado Nacional de Liturgia em 2001. Segundo Carlos Silva, os seus cânticos tinham a «intenção primordial de fazer rezar quem as cante, procurando valorizar cristãmente os textos, tornando-os mais expressivos e penetrantes, facilitando desta forma a minha oração pessoal e a oração dos outros, mesmo das pessoas mais simples e dos coros e das comunidades menos preparadas musicalmente». Com efeito, as suas composições eram muito simples, sendo destinadas principalmente a uma ou duas vozes, em coros de reduzidas dimensões, que actuavam em alternância com a assembleia.
É considerado como um dos principais nomes na música religiosa nacional, e de Fátima em particular, tendo sido o autor de mais de meio milhar de composições, das quais cerca de cinquenta integram-se na temática mariana.
Faleceu no dia 16 de Fevereiro de 2009, na Casa Diocesana do Clero, em Fátima, tendo sido sepultado no cemitério de Minde. Em 2019, o Santuário de Fátima organizou um programa comemorativo de Carlos Silva, durante o qual foram apresentadas várias músicas de sua autoria. Segundo a reitoria do Santuário, a « melhor evocação e homenagem que podemos prestar-lhe é cantar os seus cânticos, pois estando já na presença de Deus, cantando os seus louvores, permanece também vivo nas suas composições».